# پارادوکس مرگ گرما
در سال ۱۸۶۲ لرد کلوین، هرمان فون هلمهولتز و ویلیام جان مک‌کورن رانکین پارادوکس مرگ گرما را فرمول بندی کردند. این پارادوکس از ترمودینامیک برای نشان دادن عدم امکان وجود جهان بی‌نهایت قدیمی استفاده می‌کند.
با فرض این که جهان ازلی است، یک پرسش مطرح می‌شود: چگونه است که تعادل ترمودینامیکی تا به حال به دست نیامده است؟
این پارادوکس بر مبنای مدل کلاسیک جهان که در آن جهان ازلی است قرار دارد.این پارادوکس، پارادوکس یک نمونه است. این لازم بود که ایده اولیه در بارهٔ جهان اصلاح شود که در نتیجه نمونه را تغییر می‌دهد و در نتیجه پارادوکس وقتی نمونه تغییر کرد حل شد.
این پارادوکس بر مبنای قانون دوم ترمودینامیک که توسط رودلف کلاوزیوس فرض شده بود قرار داشت که بر مبنای آن گرما فقط می‌توانست از جسم گرم‌تر به سردتر برود. اگر جهان ازلی بود، همان طور که در مدل اولیه جهان ادعا شده بود، باید سرد می‌ماند.
هر جسم گرمی گرما را به محیط سردتر انتقال می‌دهد، تا همه چیز در دمای یکسان باشد. برای دو جسم در دمای یکسان گرما به مکان دیگر انتقال پیدا کرده‌است. اگر جهان بی‌نهایت قدیمی بود، باید زمان کافی برای ستاره‌ها از محیط‌های سرد و گرم بود و همه چیز باید در دمای یکسان می‌بود.
تا ستاره‌ها و جهان در تعادل ترمودینامیکی نباشند جهان نمی‌تواند بی‌نهایت قدیمی باشد.
این پارادوکس در مه‌بانگ مطرح نمی‌شود. در مه‌بانگ جهان به اندازه کافی قدیمی نیست که به تعادل ترمودینامیکی برسد.